# 矢野顕子
矢野 顕子（やの あきこ、1955年〈昭和30年〉2月13日 - ）は、日本のシンガーソングライター。1990年以降からアメリカ合衆国ニューヨーク州へ移住している。

## 経歴
1955年2月東京都生まれであるが、幼少期は医師である父親が青森県で開業したため、同県で過ごした。3歳からクラシック系の音楽教室に通い始めている。両親ともに音楽好きであり、父はハワイの民族音楽や南米のラテンミュージックといった洋楽が好きだったことを明かしている。小学校高学年の頃にクラシックからジャズに関心を移した。青森県内の中学に進学している。中学生時代から父親と一緒に、ジャズ喫茶に通うようになった。

### 上京
中学卒業後は、青山学院高等部(高校)に進学するため、1971年春に上京した。住居は杉並区であった。プロの音楽家(ミュージシャン)になるためとして、同校音楽部に入部するが、当時流行りのロック系であり、ジャズがしたかったと語っている。学内の作曲コンクールで優勝した（かっさらった）際、外部生と内部生の壁を感じたことを振りかえっている。 そして、先輩の一人に学校外のジャズサークルや大学のサークルに連れて行ってもらううちに、10代の頃からレストランやクラブで夜遅くまでピアノを演奏するアルバイトを始めるようになった。しかし、睡眠時間を確保出来なくなったこともあり、ジャズミュージシャンになるため、青山学院高等部を中退した。両親の反応は意外とあっさりしており、父は「しょうがないんじゃないの？」という反応であった。ただし、父親は若い女の子なので心配だと、知り合いの安部譲二に頼み、港区赤坂にあった安部の自宅に居候させた。デビューのきっかけは、安部夫妻が経営していた港区の青山のジャズクラブ「ロブロイ」である。最初はピアノだけであったが、他の場所でピアノを弾くうちにスタジオミュージシャンとして仕事の依頼が来るようになり、山下洋輔(ピアニスト)､坂田明(サックス奏者)といったジャズ音楽家らと連日セッションの日々を送った。さらに、作曲家の筒美京平に気に入られ、彼のセッションに呼ばれるようになった。顕子は、コレで人脈が広がったと明かしている。
1972年に細野晴臣､鈴木茂､林立夫らによる音楽ﾕﾆｯﾄ｢キャラメル・ママ｣のセッションにも参加した。この頃から､作曲も始めている｡翌1973年､音楽仲間と｢ザリバ｣というバンドを結成し､｢或る日｣というシングルを発売した。発売直後にバンド解散となった後、顕子は音楽プロデューサーで後の1974年に初婚相手になる矢野誠､キャラメル・ママのメンバーらと共にソロデビューの準備を開始した｡

### ソロデビュー
フィリップスレコードのディレクター三浦光紀にも「(顕子の)レコードを作りたい」と言われ、1976年7月に1stアルバム「JAPANESE GIRL」でデビューした。
『mimi』1977年3月号の「ニューミュージックスター年鑑」での矢野の紹介では「洋楽志向の多い中で、より日本的なものをめざす異色のシンガー・ソングライター」と書かれている。
1986年5月から1997年9月まで、本人の渾名である「アッコちゃん」を題名とした、月刊カドカワで「月刊アッコちゃん」を連載していた。
1990年のアメリカ合衆国ニューヨークへ移住後も日本国外のミュージシャンとのセッションも多くこなしている。とりわけ、アンソニー・ジャクソン（ベース）、クリフ・アーモンド（ドラムス）とは、1996年以来キーボード・トリオである、通称「さとがえるトリオ」または「矢野顕子グループ」を組み定期的に活動している（現在は中断）。「akiko」レコーディング・メンバーのマーク・リーボウ（ギター）、および「矢野顕子トリオ」としてウィル・リー（ベース）、クリストファー・パーカー（ドラムス）とも、日米で共演を重ねている。トーマス・ドルビーとはレコーディングを見学中に気にいられて急きょコーラスとして参加、後にリリースされた曲では歌詞の中でも登場することとなった。「She Blinded Me With Science 」（1982年）の歌詞で、"Good heavens Miss Sakamoto - you're beautiful!"と歌われている。2008年にリリースしたアルバム、「akiko」のプロデューサーは、2009年にグラミー賞を獲得したT・ボーン・バーネットである。

## 人物・配偶者・子女関係
生誕時の姓は鈴木顕子。「矢野」の姓はデビュー時点では担当プロデューサーだった矢野誠と婚姻関係にあったため、当時の本名(婚姻姓)を芸名に使っていた。そして、この芸名で世に知れ渡ったために離婚後も使っている。
糸井重里をはじめ、親しい仲間から「アッコちゃん」と呼ばれている。
2人の子供を持つ母親である。一人目の子供は元夫である矢野誠との間にできた長男である。二人目である歌手の坂本美雨は、1980年に音楽仲間で再婚同士の坂本龍一との間に生まれた長女である。坂本の初婚は東京芸大2年時の2歳年上女性とであり、彼女との間に長女をもうけている。
坂本龍一の女性関係・不倫に気づいていたが、ある程度は容認していた。坂本龍一は昔からモテる女好きであり、矢野と籍を入れながら、マネージャー女性と事実婚していた。2000年には女優鶴田真由との手つなぎデート不倫も週刊誌にキャッチされている。同年時点では、鶴田真由とマネージャー女性という、矢野顕子以外に2人の女性が坂本龍一の周りにいたことが報道されている。1990年ごろからマネージャー女性と坂本龍一は一緒に暮らし始め、1990年にマネージャーとの間に子どもが生まれている。彼は空音央として映像プロデューサーになった。顕子は二人の交際を認めたものの、離婚しなかった。結局は、1992年から14年間の坂本龍一との別居期間後、2006年に離婚している。交友関係は維持したものの、2023年3月に亡くなるまでの坂本龍一の看病はマネージャー女性がした。
医師であった母方の祖父は、ロシア人の父親と日本人の母親との間に生まれた人物で、三陸沖地震や関東大震災の際の医療活動にも従事したという。

### 歌や同業者への意見
1981年4月の雑誌インタビューで、1979年のYMOの世界ツアー参加に対して、「毎日おんなじ人たちばっかり顔を合わせて、毎日おんなじことしなくちゃいけない。もうスケジュール表見ただけで疲れそう。旅自体キライだから、ウチでゴロゴロしている方がいいです」等と話した。
長い不遇の後、1981年にようやく「春咲小紅」が大ヒットした事に触れると口も滑らかになり、「"私はあの人に恋したけどダメでした"とか"今日はメシがまずくてどーのこーの"とか歌われるとね、別にオマエの繰り言なんかどうでもいいヨって言いたくなるよね。でも繰り言ばかりでできちゃうスタイルもあるのよね。吉田拓郎みたいにさ。でも私はあれはやりたくない。なぜなら聴きたくないからだってのがあるからね。吉田拓郎はその点において一流だと思うのね。そういう繰り言をアピールする点で、たいへんな才能だと思う。中島みゆきサンみたいにさ、トロトロ自分の中のいろんな姿を歌の中に織り込んでいって、人の共感を得るってのも、すばらしい才能なのね。特に男と女とかさ。でも私は、あんなの作れたらいいナと思うけど、別に歌いたくないナって思う。じゃあ自分で歌いたい歌ってどういうのかっていうとさ、"今日は暑い、涼しくなりたい"とかさ、"水が飲みたい"とか、それがいいと思うのね。だからやってるだけ。ラブソングだったら思いっきりラブソングがいいと思うのね。いつかやろうと思うけどさ、もっとうまい人がいっぱいいるからね。だったらユーミン聴いてるほうがいい、大貫妙子さん聴いてるほうがいいって思うじゃない。それは自分に向いてないと、自分を見てるわけよ。オフコースすてきだナと思っても、オフコースと同じことは、私できないもんね。『ごはんができたよ』も現実みたいだけど、ホントは夢なんですよ」等と同業者について話した。

## 略歴

### 出生 - 1955年
- 1955年、東京生まれ。
  - 医師である父の開業に伴い、3歳で青森に転居。中学まで青森市で過ごす。青森明の星高等学校付属ピアノ教室でピアノを習い始める。鍵盤にカミソリを立てて演奏するという厳しいレッスンだったという。
  - 既にこの頃から「その日起きた楽しかったこと」などを、即興のピアノと歌で表現していたほか、発表会では既定の曲を即興でアレンジすることもあったという。
  - ザ・ゴールデン・カップスのファンになり、しばしば当時居住していた青森から、彼らがデビュー以来出演していた横浜市本牧のバー「ゴールデン・カップ」まで見物に行っていたという。
  - 中学生のころから父親に連れられてジャズ喫茶に通う。独学でジャズを弾くようになる[18]。
- 1971年 - 軽音楽部に憧れて単身上京し青山学院高等部に入学。
  - ジャズをやるため軽音楽部に入部したものの、部ではロックばかりだったので落胆する。このとき組んでいたバンドのメンバーには、後に作曲家となる渡辺俊幸がいた[19][20]。この軽音楽部の先輩の紹介でレストランのピアノ演奏の仕事を始める。帰宅が深夜になるため高校を中退。心配した父親が知人である安部譲二の家に居候させる。ピアノ弾きとして売れっ子になり、安部と当時の妻であった遠藤瓔子が経営するジャズクラブ「青山ロブロイ」にも出演する[18]。これが業界人の間で評判になり、筒美京平らに声をかけられる。
- 1973年 - ファースト・アルバム発売を前提に、細野晴臣、林立夫らキャラメル・ママ（のちティン・パン・アレー）の主要メンバーと共にスタジオ録音を行う。結局アルバムは発売されず、一部の録音がアルバム『JAPANESE GIRL』、『いろはにこんぺいとう』、および1996年発売のベスト・アルバム『ひとつだけ/the very best of 矢野顕子』に収録された。この頃からスタジオ・ミュージシャン（キーボード・コーラス）として、アグネス・チャン、荒井由実、吉田美奈子などさまざまなアーティストのレコーディングに参加。
- 1974年 - バンド「ザリバ」名義で、トリオレコードよりシングル『或る日』をリリース。筒美京平が作曲、矢野誠がアレンジを担当。
  - デビュー当時18歳。レコード会社は矢野にしか興味が無かったので、シングル1枚を発売しただけですぐに解散となる。
  - 長男の妊娠を機に矢野誠と結婚。
- 1975年 - 小坂忠に対し、「鈴木晶子」名義で楽曲提供[注釈 1]。
- 1976年 - デビュー・アルバム『JAPANESE GIRL』を発表。
  - デビュー作ではA面で米国のバンド、リトル・フィートをバックに迎え、B面であがた森魚、細野晴臣、鈴木茂、駒沢裕城、ムーンライダーズの面々と共演。自作曲のほか、故郷青森の民謡と歌謡曲を矢野顕子流にアレンジしている。アメリカ録音では、リトル・フィートのリーダー、ローウェル・ジョージは矢野の音楽のレベルに対して自分達が十分サポートしきれなかったことをプロデューサーに泣きながら詫び、ギャラを受け取らなかった[21]。
- 1977年
  - 4月より1年間、NHKのAMラジオ番組「若いこだま」のラジオパーソナリティを担当。
  - 8月発売のセカンド・アルバム『いろはにこんぺいとう』において、シンセサイザー・プログラマーに松武秀樹が参加。
    - 翌年には次作『ト・キ・メ・キ』でも松武が参加し、さらに矢野、松武ともどもイエロー・マジック・オーケストラ（YMO）にサポート・メンバーとして参加することになる。
    - 矢野はその後坂本龍一、ジェフ・ボヴァ、レイ・ハラカミらと電子音楽に傾倒していく。
- 1978年
  - 9月26日、「ト・キ・メ・キ」ツアーにYMOのメンバー3人が参加。YMOメンバーとの共同作業を開始する。
- 1979年
  - 矢野誠と離婚後[22]の4月にライブ・アルバム『東京は夜の7時』発表。ジャケット写真は長男の風太（当時4歳）である。アルバム収録曲「カタルン・カララン」の作詞は、矢野・菊地まみ・風太の3名の共作となっている。
  - KYLYN BAND（渡辺香津美主宰）やカクトウギ・セッション（坂本龍一主宰）、YMOの第1回ワールドツアーに参加。

### 1980年 - 1989年
- 1980年
  - 3月から産休に入り、5月に長女美雨誕生。7月には加藤和彦のレコーディングのためベルリンに行く。YMOの国内ツアーには参加せず、10月からの第2回ワールドツアーに帯同する。
  - 10月発売のアルバム『ごはんができたよ』からジャパンレコード（現・徳間ジャパンコミュニケーションズ）に移籍。このアルバムは、YMOのメンバーが全面的にバッキングしたLP2枚組の大作である。
- 1981年 - カネボウ化粧品のCMソングに起用されたシングル『春咲小紅』が、オリコンシングルチャート最高5位となるヒット。
  - 矢野の作品はシングルヒットとは殆ど無縁で、この曲以後、1990年にドラマ『やっぱり猫が好き』のオープニングテーマだった「David」が発売されるまでは、オリコンシングルチャートに登場することはなかった。
- 1982年
  - 坂本龍一と正式に結婚。
  - 糸井重里の発案で、中断期をはさみながらピアノ1台あればどこへでもライヴに赴くという「出前コンサート」をスタートする。時期により形態は異なるが、スタッフはマネジメントとサウンドエンジニアのみ、個人でも招聘することができ、若年者と高齢者は入場料が無料となったこともある。
  - 5月、「ヘンタイよいこバンド」のライブで、忌野清志郎と共演。
- 1983年
  - 4-5月、「わたしのにゃんこ」が、NHK「みんなのうた」で放映される。
  - ムーンライダーズのドラマー、かしぶち哲郎のアルバム『リラのホテル』を共同制作。かしぶちのツアーにも参加。
- 1984年 - アルバム『オーエス オーエス』発売。収録曲の「ラーメンたべたい」が、1994年に詩の教材として高校国語の教科書に掲載される。
- 1985年 - 高橋悠治のピアノによるクラシック歌曲集『BROOCH』を自主制作盤として発売。
- 1986年
  - レコード・デビュー10周年。
  - 2月発売のアルバム『峠のわが家』より、自らも設立に関与したレコード会社、ミディに移籍。
  - 5月より、雑誌「月刊カドカワ」において、コラム「月刊アッコちゃん」の連載を開始（- 1997年）。
- 1987年 - 「グラノーラ・ツアー」を最後に、「矢野顕子解散宣言」にて音楽活動を一旦終了し、翌年より1年間の育児休暇に入る。
- 1989年 - パット・メセニーらニューヨークのジャズ・ミュージシャンとのコラボレーションを機に活動を再開し、アルバム『WELCOME BACK』を発売。

### 1990年 - 1999年
- 1990年 - 一家でアメリカニューヨーク州へ移住し、活動の拠点とする。
- 1991年 - アルバム『LOVE LIFE』よりEpic/Sonyへ移籍。
- 1992年 - アルバム『SUPER FOLK SONG』発売。弾き語りシリーズの第一弾。これに伴い、ドキュメンタリーフィルム『SUPER FOLK SONG - ピアノが愛した女。』上映。坂本龍一との別居が報じられる。
- 1994年
  - アサヒ飲料烏龍茶CMに出演。小林薫と共演。
  - ネスレ「ブライト」のCMに宮沢和史とともに出演。使用楽曲は『二人のハーモニー』。
- 1995年 - アルバム『Piano Nightly』制作のため、ウィーン郊外の城にピアノを持ち込みレコーディング。「ピアノ・ナイトリィ・ツアー」では託児所つきコンサートを行った。
- 1996年
  - レコード・デビュー20周年。
  - 年末の「さとがえるコンサート」をスタート。アンソニー・ジャクソン、クリフ・アーモンドと通称「さとがえるトリオ」または「矢野顕子グループ」（Blue Note東京公演での名称）結成。
  - 映画『モスラ』の挿入曲の作曲を担当[19]。小林恵、山口紗弥加が歌唱。映画への書き下ろし作品提供は初。音楽担当は、高校時代にバンドを組んでいた渡辺俊幸であった[19]。
- 1997年 - ジェフ・ボヴァとのユニット「THE HAMMONDS」結成。日米でアルバムを発表。
- 1998年 - 「出前コンサート」再開。
- 1999年 - スタジオジブリの映画『ホーホケキョ となりの山田くん』の音楽を手がけ、藤原先生役で声を担当。- 織部賞を受賞。

### 2000年 - 2009年
- 2000年 - 大貫妙子・鈴木慶一・宮沢和史・奥田民生と「Beautiful Songs」コンサートを全国8カ所で行う。ライブ・アルバム『LIVE Beautiful Songs』も発売。
- 2002年
  - NHK「みんなのうた」にて、坂本美雨と『くまんばちがとんできた』を共演。
  - 「FUJI ROCK FESTIVAL」「RISING SUN ROCK FESTIVAL」に、忌野清志郎との共演で初出演。
- 2003年
  - アニメ映画『あたしンち』の主題歌を担当。
  - この年から、ブルーノート東京での出演を開始。
- 2004年
  - アルバム『ホントのきもち』よりヤマハミュージックコミュニケーションズに移籍。同アルバムにてくるりの岸田繁やレイ・ハラカミとのコラボレーションによる楽曲なども発表。
- 2005年
  - デビュー以来初のオフィシャルファンクラブ「The gathering」を開設。会報などの紙媒体の発行は行っておらず、インターネット上でのファンクラブであり、矢野が毎月ニューヨークの名所を映像で紹介するコーナーや、月2回のコンサートのストリーム配信等を行っている。
  - 映画『誰がために』の劇中音楽全てを担当。また、花王の消臭剤「リセッシュ」のCMソングの歌唱を担当。
  - 11月23日 - 銀座のApple Store で ライブイベントを開き、話題となった。ARENAmac.ASCII24
  - そのほか、マイラ・カルマン作の絵本『しょうぼうていハーヴィ ニューヨークをまもる』を翻訳。
  - ジブリ美術館で上映されている映画『やどさがし』、『水グモもんもん』で声優として出演。
- 2006年
  - レコード・デビュー30周年。「さとがえるコンサート」10周年。ベスト・アルバム『いままでのやのあきこ』をリリース。
  - アルバム『はじめてのやのあきこ』にて槇原敬之・小田和正・YUKI・井上陽水・忌野清志郎・上原ひろみと共演。
  - レイ・ハラカミと共演で「ROCK IN JAPAN FESTIVAL」に初出演。「FUJI ROCK FESTIVAL」「RISING SUN ROCK FESTIVAL」に再出演。
  - 8月 - 坂本龍一と14年に亘る別居の末、協議離婚が成立。
  - 8月 - 病床に伏したレコーディング・エンジニア、吉野金次のために「吉野金次の復帰を願う緊急コンサート」を細野晴臣らと共に実施。のちにDVD『音楽のちから』も発売。
- 2007年
  - レイ・ハラカミとのユニット、yanokamiとしての本格始動開始。デビュー・アルバム『yanokami』を、8月8日ヤマハミュージックコミュニケーションズからリリース。
- 2008年
  - yanokamiとしてのデビュー・アルバムの英語版、『yanokamick』を3月12日にリリース。 yanokamiとしてシンガポールのMosaic Music Festivalに出演。
  - 3月21日、デビュー・アルバム『JAPANESE GIRL』のリメイクをライブにて敢行。のちにiTunes配信の形で発売。
  - 8月1日から3日の間、ギタリスト、マーク・リーボウと一緒に、ブルーノート東京に出演。15日には「RISING SUN ROCK FESTIVAL」に再出演した。
  - 10月にはT・ボーン・バーネットのプロデュースによるアルバム、『akiko』をリリース。
  - 河口湖ステラシアターでは、森山良子と共演を果たす。
  - 映画『崖の上のポニョ』では、声優として「ポニョの妹」を担当。
- 2009年
  - 大阪サンケイホールブリーゼにて、岡林信康、細美武士、清水ミチコをゲストに迎えたリサイタルを開催。
  - 7月12日には、上原ひろみとのデュオで、North Sea Jazz Festival（オランダ・ロッテルダム）に初出演。
  - 8月にはブルーノート東京にて、ウィル・リー、クリス・パーカーとのトリオで出演。
  - 9月4日には、東京JAZZフェスティバルにも、「矢野顕子 x 上原ひろみ」として出演。
  - 9月22日に開催される、くるりのイベント、「京都音博2009」に出演。

### 2010年 - 2019年
- 2010年
  - 約10年ぶりとなる弾き語りアルバム『音楽堂』を発売。
  - 森山良子とユニット「やもり」を結成。アルバム『あなたと歌おう』発売。
- 2011年
  - 3月27日、ニューヨーク市内で行われた、ジョン・ゾーンの呼び掛けによる東日本大震災被災者の支援を訴えるチャリティ・コンサートに、オノ・ヨーコらと共に参加。5月17日にはウィル・リー主催のものにも参加。
  - 6月4日 - 矢野が歌を担当した揖保乃糸CM放送開始。
  - 9月公開の映画『監督失格』（平野勝之監督）において、主題歌『しあわせなバカタレ』など6曲を担当。
  - 9月3日・4日、東京芸術大学の学生とのコラボレーション企画、「やの屋」実施。
  - 9月9日、上原ひろみと東京・昭和女子大学人見記念講堂にてレコーディング・ライブを実施、11月にライブ・アルバム『Get Together 〜LIVE IN TOKYO〜』発売。12月の「さとがえるコンサート」でも上原と共演。
- 2012年
  - 5月3日・4日 - フリーライブイベント「TOKYO M.A.P.S」（六本木ヒルズ）のオーガナイザーを務める。
  - 12月 - 「さとがえるコンサート」にて、清水ミチコと共演。
- 2013年
  - 8月 - シングル『リラックマのわたし』よりSPEEDSTAR RECORDSに移籍。
- 2014年
  - 4月 - レーベル移籍後初となるアルバム『飛ばしていくよ』を発表。
- 2015年
  - 12月 - 「さとがえるコンサート」にて、TIN PAN（細野晴臣、鈴木茂、林立夫）と共演。
- 2016年
  - 3月-4月 - 活動40周年記念「第1弾“ふたりでジャンボリー”」として、石川さゆり、上妻宏光、清水ミチコ、奥田民生、森山良子、大貫妙子と共演。
- 2019年
  - 上妻宏光とのコラボユニット「やのとあがつま」を始動[23][24]。

### 2020年 -
- 2020年
  - 3月4日 - 「やのとあがつま」のアルバム『Asteroid and Butterfly』をリリース[23][24]。
  - 3月6日 - テレビアニメ『大家さんと僕』（3月2日 - 6日放送、NHK総合）の主題歌を担当。同タイトルの書き下ろし楽曲を配信[25][26]。

## ディスコグラフィ

### シングル
|                                                     | 発売日           | タイトル                          | c/w                                                  | 規格品番              | チャート         | 備考                                                                                              |
|                                                     | 発売日           | タイトル                          | c/w                                                  | オリコン              |                  | 備考                                                                                              |
| 日本フォノグラム                                    | 日本フォノグラム | 日本フォノグラム                  | 日本フォノグラム                                     | 日本フォノグラム      | 日本フォノグラム | 日本フォノグラム                                                                                  |
| --------------------------------------------------- | ---------------- | --------------------------------- | ---------------------------------------------------- | --------------------- | ---------------- | ------------------------------------------------------------------------------------------------- |
| 1st                                                 | 1977年6月25日    | いろはにこんぺいとう              | 妖精の詩                                             | FW-2004 (7inch)       | -                | B面はアルバム未収録（オリジナルアルバム未収録曲を集めたCD「愛がたりない」に収録）                 |
| 2nd                                                 | 1977年8月5日     | 行け柳田                          | ハロー・ゼア                                         | FW-2005 (7inch)       | -                | B面はアルバム未収録（CD「愛がたりない」に収録）                                                   |
| ジャパンレコード→徳間ジャパン                       |                  |                                   |                                                      |                       |                  |                                                                                                   |
| 3rd                                                 | 1980年12月1日    | ごはんができたよ                  | ひとつだけ                                           | JAS-3 (7inch)         | -                | -                                                                                                 |
| 4th                                                 | 1981年2月1日     | 春咲小紅                          | 在広東少年                                           | JAS-2001 (7inch)      | 5位              | 2004年江崎グリコの企画でCD発売 (AR-G205) B面はシングル・ヴァージョン（CD「愛がたりない」に収録）  |
| 5th                                                 | 1981年6月1日     | ただいま                          | I SING                                               | JAS-2008 (7inch)      | -                | -                                                                                                 |
| 6th                                                 | 1981年11月25日   | あしたこそ、あなた                | あいするひとよ                                       | JAS-2018 (7inch)      | -                | A面はアルバム未収録（CD「愛がたりない」に収録）                                                   |
| キャニオンレコード                                  |                  |                                   |                                                      |                       |                  |                                                                                                   |
| 7th                                                 | 1982年12月5日    | ごめんなさい Oh Yeah              | -                                                    | 6G0014 (7inch)        | -                | A面はアルバム未収録（CD「愛がたりない」に収録） B面はごあいさつのうた アルフィー、池田典代        |
| 徳間ジャパン                                        |                  |                                   |                                                      |                       |                  |                                                                                                   |
| 8th                                                 | 1983年           | わたしのにゃんこ                  | みちでバッタリ                                       | JAS-2042 (7inch)      | -                | A面はアルバム未収録（CD「愛がたりない」に収録）                                                   |
| 9th                                                 | 1984年8月5日     | ラーメンたべたい                  | HI,HI,HI                                             | JAS-14 (7inch)        | -                | -                                                                                                 |
| MIDI                                                |                  |                                   |                                                      |                       |                  |                                                                                                   |
| 10th                                                | 1986年11月1日    | 愛がたりない                      | やがて一人                                           | MIS-14 (7inch)        | -                | A面はアルバム未収録（CD「愛がたりない」に収録） B面はアルバム未収録（CD「グラノーラ」に追加収録） |
| 11th                                                | 1987年11月21日   | 花のように                        | David                                                | MIS-21 (7inch)        | -                | A面はアルバム未収録（CD「グラノーラ」に追加収録）                                                 |
| 12th                                                | 1990年10月21日   | David                             | Watching You                                         | MDDS-52 (8cmCD)       | 88位             | -                                                                                                 |
| Epic Records                                        |                  |                                   |                                                      |                       |                  |                                                                                                   |
| 13th                                                | 1992年1月22日    | BAKABON                           | いいこ いいこ (GOOD GIRL)                            | ESDB-3262 (8cmCD)     | -                | -                                                                                                 |
| 14th                                                | 1992年6月1日     | SUPER FOLK SONG                   |                                                      | ESDB-3308 (8cmCD)     | -                | -                                                                                                 |
| 15th                                                | 1993年5月1日     | CHILDREN IN THE SUMMER            | CALLING YOU                                          | ESDB-3376 (8cmCD)     | -                | -                                                                                                 |
| 16th                                                | 1994年5月1日     | すばらしい日々                    | 電話線                                               | ESDB-3469 (8cmCD)     | 79位             | -                                                                                                 |
| 17th                                                | 1994年7月1日     | 夢のヒヨコ                        | いいこ いいこ (GOOD GIRL) live version               | ESDB-3492 (8cmCD)     | -                | -                                                                                                 |
| 18th                                                | 1994年9月7日     | 愛があれば? [LOVE CAN'T BE BLIND] | Oh Dad                                               | ESDB-3516 (8cmCD)     | -                | -                                                                                                 |
| 19th                                                | 1995年10月21日   | 想い出の散歩道                    | NEW SONG                                             | ESDB-3625 (8cmCD)     | -                | -                                                                                                 |
| 20th                                                | 1996年7月21日    | 春咲小紅/ひとつだけ               | サッちゃん                                           | ESDB-3700/1 (8cmCD×2) | -                | -                                                                                                 |
| 21st                                                | 1997年5月1日     | クリームシチュー [The Stew]       | Oui Oui [ウイウイ]                                   | ESDB-3752 (8cmCD)     | -                | -                                                                                                 |
| 21st                                                | 1997年10月1日    | クリームシチュー [The Stew]       | クリームシチュー [The Stew] Instrumental             | ESDB-3789 (8cmCD)     | -                | -                                                                                                 |
| MIDI                                                |                  |                                   |                                                      |                       |                  |                                                                                                   |
| -                                                   | 1998年3月25日    | Home Sweet Home                   | Time Is / Watching You                               | MDDS-72 (8cmCD)       | -                | -                                                                                                 |
| 徳間ジャパン                                        |                  |                                   |                                                      |                       |                  |                                                                                                   |
| -                                                   | 1998年4月22日    | 丘を越えて                        | 電話線                                               | TKDA-71363 (8cmCD)    | -                | -                                                                                                 |
| Epic Records                                        |                  |                                   |                                                      |                       |                  |                                                                                                   |
| 22nd                                                | 1999年5月21日    | GIRLFRIENDS FOREVER               | ゆうぐれ[DUSK]                                       | ESCB-1982 (CD)        | -                | -                                                                                                 |
| 23rd                                                | 1999年7月1日     | ひとりぼっちはやめた              | （オリジナルカラオケ）                               | ESDB-3914 (8cmCD)     | 92位             | -                                                                                                 |
| 24th                                                | 2002年3月6日     | Dreaming Girl                     | You Are What You Eat                                 | ESCL-2297 (CD)        | -                | -                                                                                                 |
| 25th                                                | 2003年12月3日    | あたしンち                        | いいこ いいこ (GOOD GIRL) / あたしンち(Instrumental) | ESCL-2468 (CCCD)      | -                | -                                                                                                 |
| ヤマハミュージックコミュニケーションズ              |                  |                                   |                                                      |                       |                  |                                                                                                   |
| 26th                                                | 2006年2月1日     | PRESTO                            |                                                      | YCCW-30006 (CD+DVD)   | 99位             | -                                                                                                 |
| -                                                   | 2011年8月30日    | しあわせなバカタレ                |                                                      | 配信限定              | -                | -                                                                                                 |
| スタジオジブリ                                      |                  |                                   |                                                      |                       |                  |                                                                                                   |
| -                                                   | 2012年3月18日    | コニャラの歌                      |                                                      | 配信限定              | -                | -                                                                                                 |
| SPEEDSTAR RECORDS (Victor Entertainment)            |                  |                                   |                                                      |                       |                  |                                                                                                   |
| 27th                                                | 2013年8月7日     | リラックマのわたし                |                                                      | NZS-712 (CD)          | -                | -                                                                                                 |
| HMV Record Shop                                     |                  |                                   |                                                      |                       |                  |                                                                                                   |
| 30th                                                | 2015年9月5日     | Tong Poo                          | (Naked Jupiter ver.)                                 | HR7S004 (7inch)       | -                | -                                                                                                 |
| SPEEDSTAR RECORDS (JVCKENWOOD Victor Entertainment) |                  |                                   |                                                      |                       |                  |                                                                                                   |
| -                                                   | 2017年6月23日    | Soft Landing                      |                                                      | 配信限定              | -                | -                                                                                                 |
| -                                                   | 2020年3月6日     | 大家さんと僕                      |                                                      | 配信限定              | -                | -                                                                                                 |

#### 非売品シングル
- 女、キラキラ。男、そわそわ。（1979年、ams。規格品番：ams-2121）
  - amsミドリヤ旭川店開業時のイメージソング。
  - 詳細は西武百貨店#コマーシャルソングを参照。

#### 非売品ソノシート
- 『赤ちゃんのおしり』(1983年、日本プロクターアンドギャンブル、規格番号：E-6879)
  - 当時パンパースを2箱買うともらえた『赤ちゃんの絵本』に付いていたソノシートに収録。パンパースCMソング。作詞：糸井重里/作曲・編曲：坂本龍一。曲調、コーラスは作曲、アレンジの坂本龍一がアレンジしたわらべの「めだかの兄妹」に似る。1989年発売の『On the Air』で初CD化。1995年の『愛がたりない』にも収録。作曲した坂本龍一の「Works I-TV/CM』や『Works II-TV/Inst.』※にも収録。※インストバージョンで収録。

#### 参加楽曲
ザリバ
- 或る日（1974年4月25日、トリオレコード）B面 / こわれた時計のように
  - ソロデビュー前に活動していたバンド唯一のシングル。バンドはシングル発売直後に解散した。矢野がソロ転向後、YMOサポートやCMに使われた「春咲小紅」、他者への楽曲提供等で世間から認知されてザリバと言うバンドを組んでいた事は知られたものの先述の事もあり、ブレイクする事もなかった事からバンドに関する情報はなく、矢野以外のバンドメンバーの詳細は不明である。1998年にマキシシングルとしてCD化された。また作曲が筒美京平であり、「筒美京平自選作品集 50th Anniversaryアーカイヴス シティ・ポップス編」にも収録された。

THE BOOM&矢野顕子
- それだけでうれしい（1992年5月2日、Sony Records）

矢野顕子&宮沢和史
- 二人のハーモニー　（1995年5月1日、Epic）c/w カラオケ3バージョン　※オリコン25位
- 二人のハーモニー　（2020年6月3日、MHKL-28、GT）　B面：カラオケ～お二人で～※7インチ再発盤

矢野顕子&坂本美雨
- くまんばちがとんできた（2002年11月20日、Epic）c/w (instrumental)

矢野顕子&大貫妙子
- 横顔（2018年7月4日）
  - 配信限定シングル。大貫が以前発売したアルバム「ミニヨン (mignonne)」に収録されていた楽曲。アサヒビール「アサヒグランマイルド」のCMソングに起用された。

### アルバム

#### オリジナル・アルバム
|                                          | 発売日           | タイトル             | 規格品番                        | チャート         | 備考 |
| オリコン                                 | 発売日           | タイトル             | 規格品番                        |                  | 備考 |
| 日本フォノグラム                         | 日本フォノグラム | 日本フォノグラム     | 日本フォノグラム                | 日本フォノグラム | 日本フォノグラム |
| ---------------------------------------- | ---------------- | -------------------- | ------------------------------- | ---------------- | --- |
| 1st                                      | 1976年7月25日    | JAPANESE GIRL        | FW-5012 (LP)                    | 35位             | 1977年LP再発 (S-7034) 1988年10月25日CD再発 (25JC-342) 1992年12月21日CD再発 (TKCA-30754) 1994年5月25日CD再発 (TKCA-70371) 1998年5月13日LP再発 (TKJA-10026) 2002年10月23日CD再発 (TKCA-72459) 2011年11月23日CD再発 (MDCL-1518) |
| 2nd                                      | 1977年8月5日     | いろはにこんぺいとう | S-7019 (LP)                     | 35位             | 1992年12月21日CD再発 (TKCA-30756) 1994年5月25日CD再発 (TKCA-70373) 1998年5月13日LP再発 (TKCA-10028) 2002年10月23日CD再発 (TKCA-72461) 2011年11月23日CD再発 (MDCL-1520)                                                       |
| 3rd                                      | 1978年9月5日     | ト・キ・メ・キ       | S-7049 (LP)                     | 46位             | 1994年5月25日CD再発 (TKCA-70374) 1998年5月13日LP再発 (TKJA-10029) 2002年10月23日CD再発 (TKCA-72462) 2011年11月23日CD再発 (MDCL-1521)                                                                                         |
| 徳間ジャパン                             |                  |                      |                                 |                  | |
| 4th                                      | 1980年10月1日    | ごはんができたよ     | JAL-1001/2 (2LP)                | 31位             | 1982年CD発売 (35JC-1) 1986年CD再発 (MDCZ-1134) 1986年CD再発 (MID-3001) 1986年LP再発 (MIL-3001/2) 1989年11月12日CD再発 (MD32-1057) 1993年9月21日CD再発 (MDCL-1250) 2015年11月25日SHM-CD発売 (MDCL-5039)                       |
| 4th                                      | 1980年10月1日    | ごはんができたよ     | 40J-1 (CT)                      | 31位             | 1982年CD発売 (35JC-1) 1986年CD再発 (MDCZ-1134) 1986年CD再発 (MID-3001) 1986年LP再発 (MIL-3001/2) 1989年11月12日CD再発 (MD32-1057) 1993年9月21日CD再発 (MDCL-1250) 2015年11月25日SHM-CD発売 (MDCL-5039)                       |
| 5th                                      | 1981年5月1日     | ただいま。           | JAL-7 (LP)                      | 20位             | 1985年CD発売 (35JC-118) 1986年LP再発 (MDCZ-1132) 1986年9月5日CD再発 (MID-2005) 1991年8月21日CD再発 (MDC7-1074) 1993年9月21日CD再発 (MDCL-1251) 2016年4月6日SHM-CD発売 (MDCL-5040)                                            |
| 5th                                      | 1981年5月1日     | ただいま。           | 28J-6 (CT)                      | 20位             | 1985年CD発売 (35JC-118) 1986年LP再発 (MDCZ-1132) 1986年9月5日CD再発 (MID-2005) 1991年8月21日CD再発 (MDC7-1074) 1993年9月21日CD再発 (MDCL-1251) 2016年4月6日SHM-CD発売 (MDCL-5040)                                            |
| 6th                                      | 1982年6月25日    | 愛がなくちゃね。     | JAL-1801 (LP)                   | 29位             | 1985年CD発売 (35JC-127) 1986年CD再発 (MDCZ-1133) 1986年CD再発 (MID-2006) 1986年LP再発 (MIL-2006) 1988年CD再発 (MDC7-1075) 1991年8月21日CD再発 (MDC7-1075) 1993年9月21日CD再発 (MDCL-1252) 2016年4月6日SHM-CD発売 (MDCL-5041) |
| 6th                                      | 1982年6月25日    | 愛がなくちゃね。     | 20J-2 (CT)                      | 29位             | 1985年CD発売 (35JC-127) 1986年CD再発 (MDCZ-1133) 1986年CD再発 (MID-2006) 1986年LP再発 (MIL-2006) 1988年CD再発 (MDC7-1075) 1991年8月21日CD再発 (MDC7-1075) 1993年9月21日CD再発 (MDCL-1252) 2016年4月6日SHM-CD発売 (MDCL-5041) |
| 7th                                      | 1984年6月25日    | オーエス オーエス    | 28JAL-10 (LP) 28JALS-10 (7inch) | 23位             | 1986年CD再発 (MID-2007) 1986年LP再発 (MIL-2007) 1991年8月21日CD再発 (MDC7-1076) 1993年9月21日CD再発 (MDCL-1253) 2016年9月7日SHM-CD発売 (MDCL-5042) 2019年11月27日LP発売(MHJL-120)(ソニー)                                    |
| 7th                                      | 1984年6月25日    | オーエス オーエス    | 28J-105 (CT)                    | 23位             | 1986年CD再発 (MID-2007) 1986年LP再発 (MIL-2007) 1991年8月21日CD再発 (MDC7-1076) 1993年9月21日CD再発 (MDCL-1253) 2016年9月7日SHM-CD発売 (MDCL-5042) 2019年11月27日LP発売(MHJL-120)(ソニー)                                    |
| 7th                                      | 1984年6月25日    | オーエス オーエス    | 38JC-101 (CD)                   | 23位             | 1986年CD再発 (MID-2007) 1986年LP再発 (MIL-2007) 1991年8月21日CD再発 (MDC7-1076) 1993年9月21日CD再発 (MDCL-1253) 2016年9月7日SHM-CD発売 (MDCL-5042) 2019年11月27日LP発売(MHJL-120)(ソニー)                                    |
| やのミュージック                         |                  |                      |                                 |                  | |
| 8th                                      | 1985年6月        | BROOCH               | MDR-1/4 (4×7inch)               | 57位             | シングル4枚組形態の自主制作盤 1986年9月5日LP発売 (MIL-1018) 1991年3月21日CD発売 (MDC7-1018) 1991年9月21日CD発売 (MDCL-1255) 2016年9月7日SHM-CD発売 (MDCL-5043)                                                               |
| MIDI                                     |                  |                      |                                 |                  | |
| 9th                                      | 1986年2月21日    | 峠のわが家           | MIL-1011 (LP)                   | 20位             | 1986年CD再発 (MDCZ-1135) 1988年CD再発 (MDC7-1011) 1990年12月21日CD再発 (MDC7-1011) 1993年9月21日CD再発 (MDCL-1254) 2013年12月25日SHM-CD発売 (MDCL-5019/20) 2019年11月27日LP発売(MHJL-121)(ソニー)                            |
| 9th                                      | 1986年2月21日    | 峠のわが家           | MIT-1011 (CT)                   | 20位             | 1986年CD再発 (MDCZ-1135) 1988年CD再発 (MDC7-1011) 1990年12月21日CD再発 (MDC7-1011) 1993年9月21日CD再発 (MDCL-1254) 2013年12月25日SHM-CD発売 (MDCL-5019/20) 2019年11月27日LP発売(MHJL-121)(ソニー)                            |
| 9th                                      | 1986年2月21日    | 峠のわが家           | 35MD-1011 (CD)                  | 20位             | 1986年CD再発 (MDCZ-1135) 1988年CD再発 (MDC7-1011) 1990年12月21日CD再発 (MDC7-1011) 1993年9月21日CD再発 (MDCL-1254) 2013年12月25日SHM-CD発売 (MDCL-5019/20) 2019年11月27日LP発売(MHJL-121)(ソニー)                            |
| 10th                                     | 1987年11月21日   | GRANOLA              | MIL-1034 (LP)                   | 36位             | 1991年3月21日CD再発 (MDC7-1034) 1993年CD再発 (MDCZ-1231) 1993年9月21日CD再発 (MDCL-1256) 2013年12月25日SHM-CD発売 (MDCL-5024)                                                                                                |
| 10th                                     | 1987年11月21日   | GRANOLA              | MIT-1034 (CT)                   |                  | 1991年3月21日CD再発 (MDC7-1034) 1993年CD再発 (MDCZ-1231) 1993年9月21日CD再発 (MDCL-1256) 2013年12月25日SHM-CD発売 (MDCL-5024)                                                                                                |
| 10th                                     | 1987年11月21日   | GRANOLA              | 35MD-1034 (CD)                  |                  | 1991年3月21日CD再発 (MDC7-1034) 1993年CD再発 (MDCZ-1231) 1993年9月21日CD再発 (MDCL-1256) 2013年12月25日SHM-CD発売 (MDCL-5024)                                                                                                |
| 11th                                     | 1989年4月21日    | WELCOME BACK         | MIT-1048 (CT)                   | 27位             | 1993年9月21日CD再発 (MDCL-1258) 2015年5月27日SHM-CD発売 (MDCL-5038) |
| 11th                                     | 1989年4月21日    | WELCOME BACK         | 32MD-1048 (CD)                  | 27位             | 1993年9月21日CD再発 (MDCL-1258) 2015年5月27日SHM-CD発売 (MDCL-5038) |
| Epic Records                             |                  |                      |                                 |                  | |
| 12th                                     | 1991年10月25日   | LOVE LIFE            | ESCB-1255 (CD)                  | 21位             | 2013年4月10日Blu-spec CD発売 (MHCL-30074) |
| 13th                                     | 1992年6月1日     | SUPER FOLK SONG      | ESCB-1294 (CD)                  | 10位             | ピアノ弾き語り作品 2013年4月10日Blu-spec CD発売 (MHCL-30075) 2019年11月20日LP発売(MHJL-14) |
| 14th                                     | 1993年6月2日     | LOVE IS HERE         | ESCB-1403 (CD)                  | 12位             | 2013年4月10日Blu-spec CD発売 (MHCL-30077) |
| 15th                                     | 1994年10月1日    | ELEPHANT HOTEL       | ESCB-1523 (CD)                  | 16位             | 2013年4月10日Blu-spec CD発売 (MHCL-30079) |
| 16th                                     | 1995年10月21日   | Piano Nightly        | ESCB-1677 (CD)                  | 21位             | ピアノ弾き語り作品 2013年4月10日Blu-spec CD発売 (MHCL-30078) |
| 17th                                     | 1997年7月1日     | Oui Oui              | ESCB-1816 (CD)                  | 21位             | 2013年4月10日Blu-spec CD発売 (MHCL-30079) |
| 18th                                     | 1999年8月4日     | Go Girl              | ESCB-2006 (CD)                  | -                | 2013年4月10日Blu-spec CD発売 (MHCL-30080) |
| 19th                                     | 2000年11月1日    | Home Girl Journey    | ESCB-2181 (CD)                  | -                | ピアノ弾き語り作品 2013年4月10日Blu-spec CD発売 (MHCL-30081) |
| 19th                                     | 2000年11月1日    | Home Girl Journey    | ESGB-302 (SACD)                 | -                | ピアノ弾き語り作品 2013年4月10日Blu-spec CD発売 (MHCL-30081) |
| 20th                                     | 2002年3月20日    | reverb               | ESCL-2302 (CD)                  | -                | 2013年4月10日Blu-spec CD発売 (MHCL-30082) |
| 20th                                     | 2002年3月20日    | reverb               | ESGL-308 (SACD)                 | -                | 2013年4月10日Blu-spec CD発売 (MHCL-30082) |
| ヤマハミュージックコミュニケーションズ   |                  |                      |                                 |                  | |
| 21st                                     | 2004年10月27日   | ホントのきもち       | YCCW-10009 (CD)                 | -                | 2015年11月25日LP発売 (YCJW-10006) |
| 21st                                     | 2004年10月27日   | ホントのきもち       | YCCW-10011 (SACD)               | -                | 2015年11月25日LP発売 (YCJW-10006) |
| 22nd                                     | 2008年10月22日   | akiko                | YCCW-10089 (CD)                 | 28位             | 2015年11月25日LP発売 (YCJW-10007) |
| 23rd                                     | 2010年2月10日    | 音楽堂               | YCCW-10108 (CD)                 | 30位             | ピアノ弾き語り作品 2015年11月25日LP発売 (YCJW-10004) |
| SPEEDSTAR RECORDS (Victor Entertainment) |                  |                      |                                 |                  | |
| 24th                                     | 2014年3月26日    | 飛ばしていくよ       | VICL-64141 (CD)                 | 34位             | 2014年8月15日LP発売 (JSLP-038) |
| 25th                                     | 2015年9月16日    | Welcome to Jupiter   | VICL-64413 (CD)                 | 28位             | 2015年9月16日LP発売 (HRLP-010) |
| 25th                                     | 2015年9月16日    | Welcome to Jupiter   | VIZL-873 (2CD)                  | 28位             | 2015年9月16日LP発売 (HRLP-010) |
| 26th                                     | 2017年11月29日   | Soft Landing         | VIZL-1280 (CD+DVD)              |                  | ピアノ弾き語り作品 |
| 26th                                     | 2017年11月29日   | Soft Landing         | VICL-64817 (CD)                 |                  | ピアノ弾き語り作品 |
| 27th                                     | 2018年11月28日   | ふたりぼっちで行こう | VIZL-1435 (CD+DVD+BOOK)         |                  | |
| 27th                                     | 2018年11月28日   | ふたりぼっちで行こう | VICL-65046 (CD)                 |                  | |
| 28th                                     | 2021年8月25日    | 音楽はおくりもの     | VIZL-1833(CD+DVD)               |                  | 2021年8月25日LP発売(VIJL-60245) |
| 28th                                     | 2021年8月25日    | 音楽はおくりもの     | VICL-65453 (CD)                 |                  | 2021年8月25日LP発売(VIJL-60245) |

#### ライブ・アルバム
|                                                                | 発売日           | タイトル                                 | 規格品番         | チャート         | 備考 |
| オリコン                                                       | 発売日           | タイトル                                 | 規格品番         |                  | 備考 |
| 日本フォノグラム                                               | 日本フォノグラム | 日本フォノグラム                         | 日本フォノグラム | 日本フォノグラム | 日本フォノグラム |
| -------------------------------------------------------------- | ---------------- | ---------------------------------------- | ---------------- | ---------------- | --- |
| 1st                                                            | 1976年12月5日    | 長月 神無月                              | S-7001 (LP)      | 60位             | 1992年12月21日CD発売 (TKCA-30755) 1994年5月25日CD再発 (TKCA-70372) 1998年5月13日LP再発 (TKJA-10027) 2002年10月23日CD再発 (TKCA-72460) 2011年11月23日SHM-CD発売 (MDCL-1519) |
| 2nd                                                            | 1979年4月25日    | 東京は夜の7時                            | S-7081 (LP)      | -                | 1994年5月25日CD発売 (TKCA-70375) 1998年5月13日LP発売 (TKJA-10030) 2002年10月23日CD再発 (TKCA-72463) 2011年11月23日SHM-CD発売 (MDCL-1522)                                   |
| MIDI                                                           |                  |                                          |                  |                  | |
| 3rd                                                            | 1988年5月21日    | グッド・イーブニング・トウキョウ         | MIL-1039 (LP)    | 30位             | 1993年3月1日CD再発 (MDCL-1039) 1993年9月21日CD再発 (MDCL-1257) |
| 3rd                                                            | 1988年5月21日    | グッド・イーブニング・トウキョウ         | 32MD-1039 (CD)   | 30位             | 1993年3月1日CD再発 (MDCL-1039) 1993年9月21日CD再発 (MDCL-1257) |
| 4th                                                            | 1994年7月21日    | 出前コンサート                           | MDCL-1280 (CD)   | -                | - |
| Epic Records                                                   |                  |                                          |                  |                  | |
| 5th                                                            | 2000年6月21日    | TWILIGHT 〜the“LIVE”best of Akiko Yano〜 | ESCB-2139 (CD)   | 84位             | - |
| ヤマハミュージックコミュニケーションズ                         |                  |                                          |                  |                  | |
| 6th                                                            | 2008年9月24日    | JAPANESE GIRL -Piano Solo Live 2008-     | 配信限定         | -                | 2014年11月26日CD発売 (YCCW-10244) |
| 7th                                                            | 2012年8月8日     | 荒野の呼び声 -東京録音-                  | YCCW-10175 (CD)  | 79位             | - |
| SPEEDSTAR RECORDS（JVCケンウッド・ビクターエンタテインメント） |                  |                                          |                  |                  | |
| 8th                                                            | 2015年8月26日    | 飛ばしていくよ Piano Solo Live 2015      | 配信限定         | -                | - |

#### ベスト／コンピレーション
| 発売日                                   | タイトル                                        | 規格品番            | チャート     | 備考 |
| 発売日                                   | タイトル                                        | 規格品番            | オリコン     | 備考 |
| 徳間ジャパン                             | 徳間ジャパン                                    | 徳間ジャパン        | 徳間ジャパン | 徳間ジャパン                                                                                             |
| ---------------------------------------- | ----------------------------------------------- | ------------------- | ------------ | --- |
| 1982年                                   | FROM JAPAN TO JAPAN                             | JAL-1802 (LP)       | -            | 1999年6月9日CD発売 (MDCL-1347)                                                                           |
| やのミュージック                         |                                                 |                     |              | |
| 1988年                                   | HOME MUSIC                                      | MCD-6 (CD)          | -            | 通販限定                                                                                                 |
| 1988年                                   | やのミュージック                                |                     | -            | 初期アルバム5枚+特典1枚のボックスセット                                                                  |
| MIDI                                     |                                                 |                     |              | |
| 1989年1月1日                             | HOME MUSIC II                                   | MIT-1045 (CT)       | 90位         | 1993年3月1日CD発売 (MDCL-1045)                                                                           |
| 徳間ジャパン                             |                                                 |                     |              | |
| 1989年7月25日                            | あそこのアッコちゃん                            | 25JC-410            | -            | - |
| 1990年11月25日                           | コレクション1(1976～79)                         | TKCA-30168 (5CD)    | -            | 初期アルバム5枚のボックスセット                                                                          |
| MIDI                                     |                                                 |                     |              | |
| 1990年12月1日                            | 矢野顕子コレクション                            | MDCZ-1131/8 (8CD)   | -            | アルバム8枚のボックスセット                                                                              |
| 1992年9月21日                            | On the Air                                      | MDC8-1185 (CD)      | 88位         | - |
| 1993年5月21日                            | 矢野顕子コレクション(1980～1989)                | MDCZ-1225/34 (10CD) | -            | 1980年-1989年のアルバム9枚+ボーナスCDのボックスセット                                                    |
| 1995年1月21日                            | 愛がたりない                                    | MDCL-1286 (CD)      | -            | アルバム未収録曲のコンピレーション（『矢野顕子コレクション(1980～1989)』のボーナスCDを単品発売したもの） |
| Consipio Records                         |                                                 |                     |              | |
| 1995年                                   | YOHJI YAMAMOTO COLLECTION MUSIC THE SHOW Vol.3  | COCD-9210 (CD)      | -            | - |
| Epic Records                             |                                                 |                     |              | |
| 1996年9月23日                            | ひとつだけ the very best of 矢野顕子            | ESCB-1776 (CD)      | 7位          | - |
| 2003年10月1日                            | ピヤノアキコ。 〜the best of solo piano songs〜 | ESCL-10004 (SACD)   | -            | - |
| Sony Music Direct                        |                                                 |                     |              | |
| 2006年8月23日                            | いままでのやのあきこ                            | MHCL-874/6 (CD+DVD) | 97位         | - |
| SPEEDSTAR RECORDS (Victor Entertainment) |                                                 |                     |              | |
| 2016年11月30日                           | 矢野山脈                                        | VICL-64624/6(3CD)   | 24位         | - |
| 2016年11月30日                           | 矢野山脈                                        | VIZL-1035 (4CD+DVD) | 24位         | - |

#### その他アルバム
|                                        | 発売日         | タイトル                                                                                     | 規格品番         | チャート     | 備考                               |
| オリコン                               | 発売日         | タイトル                                                                                     | 規格品番         |              | 備考                               |
| 徳間ジャパン                           | 徳間ジャパン   | 徳間ジャパン                                                                                 | 徳間ジャパン     | 徳間ジャパン | 徳間ジャパン                       |
| -------------------------------------- | -------------- | -------------------------------------------------------------------------------------------- | ---------------- | ------------ | ---------------------------------- |
| サントラ                               | 1999年7月1日   | ホーホケキョとなりの山田くん スペシャル・サウンドトラック 〜よし、ジブリと一緒に作るぞ!〜    | TKCA-71639 (CD)  | -            | -                                  |
| サントラ                               | 1999年7月1日   | ホーホケキョとなりの山田くん オリジナル・フル・サウンドトラック 〜家内安全は、世界の願い。〜 | TKCA-71635 (2CD) | -            | -                                  |
| ジェネオン                             |                |                                                                                              |                  |              |                                    |
| サントラ                               | 2005年10月13日 | 誰がために オリジナルサウンドトラック                                                        | GNCL-7002 (CD)   | -            | -                                  |
| ヤマハミュージックコミュニケーションズ |                |                                                                                              |                  |              |                                    |
| ミニ                                   | 2006年3月8日   | はじめてのやのあきこ                                                                         | YCCW-10021 (CD)  | 42位         | 2015年7月29日にLP発売 (YCJW-10002) |
| カバー                                 | 2013年2月6日   | 矢野顕子、忌野清志郎を歌う                                                                   | YCCW-10192 (CD)  | 34位         | 2015年7月29日にLP発売 (YCJW-10002) |

#### 参加アルバム
|                                          | 発売日         | タイトル                                      | 規格品番               | チャート | 備考                                                                        |
| オリコン                                 | 発売日         | タイトル                                      | 規格品番               |          | 備考                                                                        |
| DENON                                    | DENON          | DENON                                         | DENON                  | DENON    | DENON                                                                       |
| ---------------------------------------- | -------------- | --------------------------------------------- | ---------------------- | -------- | --------------------------------------------------------------------------- |
| カバー                                   | 1979年3月      | QUEEN SONGS                                   | SX-7031 (LP)           | -        | 「矢野誠 featuring 矢野顕子」名義 1993年8月21日CD発売 (MDCL-1238)           |
| 東芝EMI                                  |                |                                               |                        |          |                                                                             |
| 朗読                                     | 1993年2月3日   | 雪のひとひら                                  | TOCT-6917/8 (2CD)      | -        | 矢野とピーター・ガブリエルによる朗読作品 1998年11月6日CD再発 (TOCT-10522/3) |
| Epic Records                             |                |                                               |                        |          |                                                                             |
| ミニ                                     | 1997年7月1日   | life behind TV (JAPANESE VERSION)             | ESCB-1824 (CD)         | -        | Jeff Bovaとのユニット「THE HAMMONDS」名義                                   |
| ミニ                                     | 1997年7月1日   | life behind TV (ENGLISH VERSION)              | ESCB-1823 (CD)         | -        | Jeff Bovaとのユニット「THE HAMMONDS」名義                                   |
| 東芝EMI                                  |                |                                               |                        |          |                                                                             |
| ライブ                                   | 2000年10月18日 | LIVE Beautiful Songs                          | TOCT-24456/7 (2CD)     | -        | 矢野、大貫妙子、奥田民生、鈴木慶一、宮沢和史によるアルバム                  |
| ヤマハミュージックコミュニケーションズ   |                |                                               |                        |          |                                                                             |
| オリジナル                               | 2007年8月8日   | yanokami                                      | YCCW-10034 (CD)        | 24位     | レイ・ハラカミとのユニット「yanokami」名義                                  |
| オリジナル                               | 2008年3月12日  | yanokamick -yanokami English version-         | YCCW-10045 (CD)        | 234位    | 「yanokami」名義                                                            |
| オリジナル                               | 2010年7月14日  | あなたと歌おう                                | YCCW-10116 (CD)        | 83位     | 森山良子とのユニット「やもり」名義                                          |
| Universal Music Classic                  |                |                                               |                        |          |                                                                             |
| ライブ                                   | 2011年11月23日 | Get Together 〜LIVE IN TOKYO〜                | UCCT-1233 (CD)         | 22位     | 「矢野顕子×上原ひろみ」名義                                                 |
| ライブ                                   | 2011年11月23日 | Get Together 〜LIVE IN TOKYO〜                | UCCT-9022 (SHMCD+DVD)  | 22位     | 「矢野顕子×上原ひろみ」名義                                                 |
| ヤマハミュージックコミュニケーションズ   |                |                                               |                        |          |                                                                             |
| オリジナル                               | 2011年12月14日 | 遠くは近い                                    | YCCW-10163 (CD)        | 58位     | 「yanokami」名義                                                            |
| インスト                                 | 2011年12月14日 | 遠くは近い -reprise-                          | YCCW-10164 (CD)        | 134位    | 「yanokami」名義                                                            |
| SPEEDSTAR RECORDS (Victor Entertainment) |                |                                               |                        |          |                                                                             |
| ライブ                                   | 2015年3月18日  | さとがえるコンサート                          | VICL-64318/9 (2CD)     | 32位     | 「矢野顕子+TIN PAN」名義                                                    |
| ライブ                                   | 2015年3月18日  | さとがえるコンサート                          | VIZL-803 (2CD+BD)      | 32位     | 「矢野顕子+TIN PAN」名義                                                    |
| ライブ                                   | 2016年4月6日   | 矢野顕子+TIN PAN PART II さとがえるコンサート | VICL-64561/2 (2CD)     | 27位     | 「矢野顕子+TIN PAN」名義                                                    |
| ライブ                                   | 2016年4月6日   | 矢野顕子+TIN PAN PART II さとがえるコンサート | VIZL-954 (2CD+BD)      | 27位     | 「矢野顕子+TIN PAN」名義                                                    |
| Universal Music Classic                  |                |                                               |                        |          |                                                                             |
| ライブ                                   | 2017年3月8日   | ラーメンな女たち -LIVE IN TOKYO-              | UCCO-1171 (SHM-CD)     | 17位     | 「矢野顕子×上原ひろみ」名義                                                 |
| ライブ                                   | 2017年3月8日   | ラーメンな女たち -LIVE IN TOKYO-              | UCCO-8011 (SHM-CD+DVD) | 17位     | 「矢野顕子×上原ひろみ」名義                                                 |

#### 収録アルバム
- 三浦光紀の仕事（2012年12月5日、ベルウッド・レコード） - 三浦光紀のプロデュースしたレコードからのコンピレーション。矢野については『JAPANESE GIRL』等からの選曲。Disc 4は矢野顕子によるカバー集。

#### 海外盤
- AKIKO YANO（1990年、NONESUCH）
  - ROBERT HURWITZとJOHN ZORNの選曲によるコンピレーション
- LOVE LIFE（1993年、NONESUCH）
- PIANO NIGHTLY（1996年、NONESUCH）

### 映像作品
- yano akiko 1984 オーエス オーエス Live（1984年、やのミュージック）
- BROOCH（1986年、ソニー）
- 出前コンサート（1987年、やのミュージック）
- WELCOME BACK（1990年12月1日、MIDI）8枚組ボックスセット「矢野顕子コレクション」の特典ビデオ
- SUPER FOLK SONG 〜ピアノが愛した女〜（1992年、坂西伊作監督）
  - アルバム「SUPER FOLK SONG」のレコーディングを追ったドキュメンタリー映画
- 矢野顕子S席コンサート（1994年、Epic）
- TWILIGHT 〜the“LIVE”best of Akiko Yano〜（2000年6月21日、Epic）
- ライブ・ピヤノアキコ。（2003年10月1日、Epic）
- 音楽のちから 〜吉野金次の復帰を願う緊急コンサート（2007年4月25日、グリーンドア）
  - 細野晴臣&東京シャイネス・オールスターズ、ゆず、友部正人、大貫妙子、佐野元春との共同名義。
- akiko -Live 2008-（2009年10月21日、YMC）
- Two Jupiters（2016年4月6日、ビクターエンタテインメント）

## 映画

### 出演作
- TOKYO MELODY（1984年、エリザベス・レナード監督） - 坂本龍一のドキュメンタリーに出演
- SUPER FOLK SONG 〜ピアノが愛した女〜（1992年、坂西伊作監督） - 自身のドキュメンタリー
- ホーホケキョとなりの山田くん（1999年、高畑勲監督） - 声優
- ザ・ゴールデン・カップス ワンモアタイム（2004年、サン・マー・メン監督） - ドキュメンタリー、インタビュー出演
- やどさがし（2006年、宮崎駿監督） - 三鷹の森ジブリ美術館用短編アニメ、声優
- 崖の上のポニョ（2008年、宮崎駿監督） - 声優
- 忌野清志郎 ナニワ・サリバン・ショー〜感度サイコー!!!〜（2011年、鈴木剛監督） - 忌野清志郎のドキュメンタリー、出演
- やの屋 - 藝大生×矢野顕子 希望の作り方（2011年、平野勝之監督） - 自ら参画したイベントのドキュメンタリー
- 音響ハウス Melody-Go-Round（2020年、相原裕美監督） - インタビュー出演

### 音楽担当作
- 悶絶!!どんでん返し（1977年、神代辰巳監督）劇中で「あんたがたどこさ」「金太郎」が使用される
- モスラ（1996年、米田興弘監督）挿入歌「祈りの歌」「モスラレオ」の作曲[1]
- 大安に仏滅!?（1998年、和泉聖治監督）主題歌に「Home Sweet Home」が採用
- 卓球温泉（1998年、山川元監督）主題歌に「丘を越えて」が採用
- ホーホケキョとなりの山田くん（1999年、高畑勲監督）音楽監督
- あたしンち（2003年、やすみ哲夫監督）主題歌「あたしンち」を担当
- 誰がために（2005年、日向寺太郎監督）音楽監督
- 監督失格（2011年、平野勝之監督）音楽監督
- しあわせのパン（2012年、三島有紀子監督）主題歌に「ひとつだけ」（『はじめてのやのあきこ』収録の、忌野清志郎とのデュエット・バージョン）が採用
- すーちゃん まいちゃん さわ子さん（2013年、御法川修監督）劇中歌に「PRAYER」が採用
- 体脂肪計タニタの社員食堂（2013年、李闘士男監督）主題歌「さあ、召しあがれ」を担当
- ワイド!スクランブル（テレビ朝日系）2014年4月1日 - 2018年3月30日の4年間、番組テーマ曲に「ごはんとおかず」を起用

## テレビ番組
- 新NY者（新ニューヨーカー）#28矢野顕子　アッコちゃんと5台のピアノ（1989年5月31日、フジテレビ）
- ピアノ・ナイトリィ〜矢野顕子とピアノの3夜（1996年7月29日 - 31日、NHK BS2）
- SONGS（2008年11月5日、2010年9月22日、NHK総合）
- 佐野元春のザ・ソングライターズ（2009年9月5日、12日、NHK教育）
- 旅のチカラ「"私のピアノ”が生まれた町へ〜矢野顕子 ドイツ・ハンブルク〜」（2013年3月1日、NHK BSプレミアム）
- Dear 忌野清志郎 (2023年9月16日、NHK BSプレミアム) [36]

## 書籍
- 『家庭版アッコちゃん』角川書店、1989年4月30日。ISBN 4-04-883235-2。
- アッコちゃんスタイルブック（1991年11月 角川書店）ISBN 4-04-883306-5
- 月刊アッコちゃん〈峠のわが家編〉角川文庫（1994年1月 角川書店）
- 月刊アッコちゃん〈2〉愛をつれて会いに行こう 角川文庫（1994年7月 角川書店）
- 愛は海山越えて―月刊アッコちゃん〈3〉角川文庫（1994年11月 角川書店）
- きょうも一日楽しかった 角川文庫（1996年7月 角川書店）
- 街を歩けばいいことに当たる 角川文庫（1997年8月 角川書店）
- 愛について考える毎日 角川文庫（1998年5月 角川書店）
- しょうぼうていハーヴィ ニューヨークをまもる（翻訳、マイラ・カルマン原著、2004年12月 リトル・ドッグ・プレス）
- えがおのつくりかた all about 矢野顕子（2006年11月 オレンジページ）ISBN 978-4-87303-474-4
- せかいでいちばんあたまのいいいぬ ピートがっこうへいく（翻訳、マイラ・カルマン原著、2007年10月 リトル・ドッグ・プレス）
- 「ユリイカ 詩と批評 臨時増刊号－総特集 矢野顕子－ピアノが愛した女。…矢野顕子の40年」2017年2月号、青土社。作品論

## 関連書籍
- 創作あーちすと NON（のん、2017年3月太田出版）- 対談相手の一人

## 参加作品
- 小坂忠 -「つるべ糸」- アルバム『ほうろう』収録（1975年）、作詞・作曲、キーボード。鈴木晶子名義。
- あがた森魚 - アルバム『日本少年』（1976年）、コーラス・ピアノ。
- 鈴木慶一とムーンライダース -「地中海地方の天気予報」- アルバム『火の玉ボーイ』収録（1976年）、作詞・ピアノ。
- 茶坊主 -「カララン カラタケ 知っている」- アルバム『トゥリー・オブ・ライフ』収録（1976年）、作曲・ボーカル。
- 渡辺香津美 -「Water Ways Flow Backward Again」- アルバム『KYLYN』（1979年）収録、作曲・ピアノ。
- 渡辺香津美 -「在広東少年」（作詞・作曲・歌唱・ピアノ）「The River Must Flow」（歌唱・ピアノ）「I'll Be There」（作詞・歌唱・ピアノ）- ライブアルバム『KYLYN LIVE』（1979年）収録。
- 坂本龍一とカクトウギ・セッション -「スリープ・オン・マイ・ベイビー」- アルバム『サマー・ナーヴス』（1979年）収録、作詞・作曲・歌唱。
- イエロー・マジック・オーケストラ - ライブ・アルバム『パブリック・プレッシャー』（1980年）、キーボード・コーラス。
- イエロー・マジック・オーケストラ -「KANG TONG BOY」（在広東少年）- ライブ。アルバム『フェイカー・ホリック』（1979年録音、1991年発売）、『ライヴ・アット・武道館1980』（1980年録音、1993年発売）、『ワールド・ツアー1980』（1980年録音、1996年発売）収録。作詞・作曲・キーボード・ボーカル。他の演目についてもキーボード、コーラス。
- 加藤和彦 - アルバム『うたかたのオペラ』（1980年）、ピアノ・ザイロフォン。
- 糸井重里 -「SUPER FOLK SONG」「SLEEPING DUCK」- アルバム『ペンギニズム』収録(1980年)、作曲・ピアノ。
- 坂本龍一 -「かちゃくちゃねえ」「Tell'em to me」- アルバム『左うでの夢』収録(1981年)、作詞・コーラス。
- 大村憲司 -「Under Heavy Hands And Hammers」（ピアノ）「Far East Man」（コーラス）-『春がいっぱい』（1981年）収録。
- 加藤和彦 - アルバム『ベル・エキセントリック』（1981年）、ピアノ。
- トーマス・ドルビー「Radio Silence」- アルバム『The Golden Age of Wireless 』収録（1982年）、コーラス。
- 郷ひろみ -「毎日僕を愛して」「独身貴族」- アルバム『比呂魅卿の犯罪』収録（1983年）、作曲・コーラス。
- 加藤和彦 - アルバム『あの頃、マリー・ローランサン』（1983年）、ピアノ。
- かしぶち哲郎 - アルバム『リラのホテル』（1983年）、編曲・歌唱・ピアノ。
- かしぶち哲郎 -「ダイアログ」- アルバム『彼女の時』収録（1985年）、デュオ・ボーカル。
- 高中正義 -「CHINA」（1985年）- アルバム『TRAUMATIC 極東探偵団』収録(1985年)、コーラス。
- 坂本龍一 -「ステッピン・イントゥ・エイジア」（1986年）、作詞・コーラス。
- あがた森魚 -「パール・デコレーションの庭」-『バンドネオンの豹』収録（1987年）作曲・編曲・ボーカル。
- 小原礼 -『PICARESQUE』（1988年）、ピアノ。
- 大貫妙子 -「或る晴れた日」- アルバム『PURISSIMA』収録（1988年）、ピアノ。
- 井上陽水 -「Pi Po Pa」- アルバム『ハンサムボーイ』収録（1990年）、コーラス。
- THE BOOM -「釣りに行こう」- シングル（1990年）、編曲・ボーカル。
- パット・メセニー -「As a flower blossoms (I am running to you)」- アルバム『Secret Story』収録（1991年）、ゲスト・ボーカル。
- 佐野元春 - シングル「また明日...」- アルバム『Sweet16』収録（1992年）、コーラス。
- トニーニョ・オルタ -「Akiko's Song」- アルバム『FOOT ON THE ROAD』収録（1994年）、ゲスト・ボーカル。
- ムーンライダーズ -「ニットキャップマン」- アルバム『Bizzare Music For You』収録(1996年)、ボーカル。
- 村上秀一 -「青い山脈」- アルバム『Welcome to my Life』収録（1998年）、ボーカル・ピアノ。
- テイ・トウワ -「Higher」- アルバム『Sound Museum』収録（1998年）、ボーカル。
- チーフタンズ - 「Sake in the Jar」 - アルバム『Tears of Stone』収録（1999年）、ゲスト・ボーカル。
- 渡辺香津美 - 「Water Ways Flow Backward Again」- アルバム『ONE FOR ALL』(1999年)収録、作曲・ピアノ。
- 坂本美雨 - 「ひとつだけ」作詞・作曲・歌唱、「DAWN」作詞・作曲 - アルバム『DAWN PINK』（1999年）収録。
- ORIGINAL LOVE - 「美貌の都」 - アルバム『踊る太陽』収録（2003年）、ピアノ。
- 森山良子 -「さとうきび畑」- シングル『涙そうそう』収録（2003年）、ピアノ。
- 大村憲司 -「Leaving Home」- アルバム『Leaving Home best live tracks II』収録（2003年）、ピアノ。
- 平井堅 -「大きな古時計」- アルバム『Ken's Bar』収録（2003年）、ピアノ。
- くるり - 「Tonight Is The Night」 - アルバム『NIKKI』収録（2005年）、ピアノ。
- 上原ひろみ -「Green Tea Farm」- アルバム『プレイス・トゥ・ビー』日本盤収録（2009年）、歌唱。
- くるり -「Baby I love you」- アルバム『くるり鶏びゅ〜と』収録（2009年）、歌唱・ピアノ。
- 清水ミチコ -「いもむしごろごろ」- アルバム『バッタもん』収録（2009年）、ボーカル・ピアノ。
- あがた森魚 - ライブアルバム『あがた森魚とZIPANG BOYZ號の一夜』（2009年）、ボーカル・ピアノ。
- ムーンライダーズ - ライブアルバム『moonriders LIVE at MIELPARQUE TOKYO HALL 2011.05.05“火の玉ボーイ コンサート”』（2012年）、ボーカル。
- 大橋トリオ -「窓」- アルバム『White』収録（2012年）、作詞・ボーカル。
- 奥田民生 -「野ばら」- アルバム『奥田民生・カバーズ2』収録（2013年）、ボーカル・ピアノ。
- ウィル・リー -「1,2,3」- アルバム『Love, Gratitude and Other Distractions』収録（2013年）、ボーカル・ピアノ。
- LINDBERG -「GLORY DAYS」- アルバム『LINDBERG TRIBUTE～みんなのリンドバーグ～』 収録（2014年）。

## 楽曲提供
- 吉田美奈子 -「かたおもい」- アルバム『FLAPPER』収録（1976年）、作詞・作曲。
- 石川セリ -「昨日はもう」- アルバム『気まぐれ』収録（1977年）、作曲。
- 佐藤奈々子 -「パウダー・ゲーム」- アルバム『Kissing Fish』収録（1979年）、作曲。
- アグネス・チャン -「ひとつだけ」- アルバム『美しい日々』収録（1979年）、作詞・作曲。
- ラジ -「わたしはすてき」- アルバム『Quatre』収録（1979年）、作詞。
- MANNA -「Gotanda」- アルバム『Chabako Trick』収録（1979年）、作詞・作曲。
- ラジ -「みどりの声」- アルバム『真昼の歩道』収録（1980年）、作詞・作曲。
- 糸井重里 - 「SUPER FOLK SONG」- 『ペンギニズム』収録（1980年)、作曲。
- 桜田淳子 -「MY DEAR」ほか - アルバム『MY DEAR』収録（1981年）、作曲。
- 伊藤つかさ -「私 I Love You」「ともだちへ」- アルバム『さよなら こんにちわ』収録（1982年）、作詞・作曲。
- 山田邦子 -「借りものの海辺」- アルバム『贅沢者』収録（1982年）、作曲。
- 松谷祐子 -「ねぼけまなこ」- シングル『愛はブーメラン』（1984年）収録、作曲。
- 松田聖子 -「そよ風のフェイント」- アルバム『Windy Shadow』（1984年）収録、 作曲。
- 坂本龍一 -「森の人」- アルバム『音楽図鑑』（1984年）収録、作詞。
- 松田聖子 -「両手のなかの海」- アルバム『The 9th Wave』収録（1985年）、作詞・作曲。
- 高見知佳 -「怒濤の恋愛」（1985年）、作曲。
- 高橋幸宏 -「仕事を終えたぼくたちは」- アルバム『Once A Fool,...』(1985年)収録、作詞。
- 小泉今日子 -「マッスル・ピーチ」- アルバム『Flapper』（1985年）収録、作曲。
- 坂本龍一 -「Ballet Mechanique」「G.T.」- アルバム『未来派野郎』（1986年）収録、作詞。
- 杉浦幸 -「花のように」- シングル（1987年）、作詞・作曲。
- 山瀬まみ -「ヒント」- アルバム『親指姫』（1989年）収録、作曲。
- 巻上公一 -「平成じゃらん節」シングル『平成じゃらん節』収録（1990年）作曲。
- 薬師丸ひろ子 -「星の王子さま」（1991年）、作曲。
- エリアス姉妹（小林恵・山口紗弥加）-「祈りの歌」「モスラレオ」-『モスラ／オリジナルサウンドトラック』（1996年）収録、作曲。
- THE BOOM -「夢を見た」- アルバム『TROPICALISM -0°』（1996年）収録、作詞。
- 松田聖子 -「上海ラヴソング」- シングル（2000年）、作詞。
- KinKi Kids -「勇敢な君に」 - アルバム『L album』収録（2013年）、作詞・作曲。
- のん -「わたしはベイベー」- アルバム『スーパーヒーローズ』収録（2018年）、作詞・作曲。
- MISIA -「希望のうた」（2022年）、作詞・作曲。

## CM

### 出演CM
- ネスレ日本「ブライト」（1995年、宮沢和史と共演[37]）
- ソニー「MDウォークマン・MZ-E10」（2002年。ビートルズの『ザ・ロング・アンド・ワインディング・ロード』を口ずさむ[38]）
- 日本コカ・コーラ「綾鷹」（2010年、真田広之と共演[39]）
- 伊勢丹「ISETAN-TAN-TAN」（2013年、本人カメオ出演[40][41]）
- トヨタ自動車「カローラフィールダーハイブリッド『丘を越えて Aパターン篇』」（2015年。木村拓哉（SMAP）、OKAMOTO'S、清水翔太、PUFFYらと共演[42]）
- タマホーム（2016年、企業広告「ハッピーソング 矢野顕子篇」[注釈 2]）

### 楽曲を提供したCM
- さっぽろ地下街 - 「さっぽろ地下街ポイントクラブの歌」（2006年）[注釈 3][44]